# Cerkiew św. Dymitra Sołuńskiego w Jarosławiu
Cerkiew św. Dymitra Sołuńskiego – XVII-wieczna prawosławna cerkiew w Jarosławiu, w dekanacie jarosławskim centralnym eparchii jarosławskiej Rosyjskiego Kościoła Prawosławnego.

## Historia
Cerkiew została zbudowana w latach 1671–1673 z datków miejscowych wiernych, prawdopodobnie na miejscu starszej cerkwi wzniesionej w II połowie XIV w. Przy wznoszeniu obiektu wykorzystano cegły, które pozostały po budowie murów obronnych dzielnicy Ziemlany Gorod w Jarosławiu. Na początku XVIII w. cerkiew poważnie przebudowano, częściowo w nowym stylu klasycystycznym. Po raz drugi budynek przebudowano w XIX w.
W 1748 w sąsiedztwie cerkwi św. Dymitra wzniesiono cerkiew Pochwały Matki Bożej, w której odbywały się nabożeństwa w miesiącach wiosennych i letnich.
Cerkiew została zamknięta w 1929. W połowie XX wieku zaadaptowano ją na pracownię konserwatorską. Rosyjski Kościół Prawosławny odzyskał obiekt w 1991, natomiast regularne nabożeństwa w niej wznowiono dopiero w 2004. Cerkiew Pochwały Matki Bożej również była przynajmniej od 1935 nieczynna i również została przywrócona do użytku liturgicznego.

## Architektura
Cerkiew posiada dwa ołtarze – główny oraz boczny Szujskiej Ikony Matki Bożej.
Wzorem dla budowniczych świątyni była cerkiew św. Mikołaja Nadieina w Jarosławiu. W wieku XVIII powiększono cerkiew o obszerny przedsionek ze strony północnej, dobudowano również klasycystyczny ganek, którego styl nie harmonizuje z całością obiektu. Pierwotnie świątynia zwieńczona była pięcioma kopułami. W XIX w. rozebrano cztery cebulaste kopuły w narożnikach, pozostawiając jedynie centralną, a dach budynku zmieniono na czterospadowy. Dzwonnica cerkiewna położona jest w północno-zachodnim narożniku budowli, w miejscu, gdzie zbiegają się galerie. Dzwonnicę zwieńczono dachem hełmowym z lukarnami. Okna świątyni zdobione są bogatymi obramowaniami. Według Dobrowolskiej i Gniedowskiego cerkiew nie wyróżnia się szczególnie pod względem architektonicznym, a fakt, że była kilkakrotnie przebudowywana jeszcze obniżył jej wartość artystyczną. Najcenniejsze w budynku są freski wykonane w 1686 przez miejscowych artystów pod kierownictwem Siewastjana Dmitrijewa. Zostały one poddane w 1859 konserwacji, podczas której zatarto oryginalne barwy, ale zachowano pierwotną kompozycję i układ postaci. Freski z cerkwi św. Dymitra Sołuńskiego zalicza się do najlepszych dzieł jarosławskiej szkoły malarskiej. Malowidła wyróżniają się ostrością rysunku i starannością proporcji. Szczególną uwagę zwraca monumentalna scena Sądu Ostatecznego.